# Hartpury
Hartpury é uma paróquia e aldeia de Forest of Dean, no condado de Gloucestershire, na Inglaterra. De acordo com o Censo de 2011, tinha 1642 habitantes. Tem uma área de 14,84 km².